# Rías Baixas (vino)
La Rías Baixas è un vino di denominazione di origine spagnolo della regione della Galizia che prende il nome da un'area costiera della regione.
nacque nel 1980 come "denominazione specifica" e nel 1988 fu riconosciuta come denominazione di origine.
Dei vini galiziani è quello più prodotto con più 25.000 litri all'anno.